# Da Beatminerz
Da Beatminerz sono un collettivo di beatmaker e DJ hip hop statunitensi di New York, famosi per i loro suoni scuri soprattutto nella scena dell'underground hip hop. Il gruppo originariamente era formato dai fratelli Mr. Walt e DJ Evil Dee nel 1992, per una parentesi hanno fatto parte del gruppo anche:  
- Baby Paul
- Rich Blak
- Chocolate Ty

Da Beatminerz giocano un ruolo centrale nell'hip hop degli anni 1990 per l'invenzione del boom-bap, un suono incentrato sul beat e sulla linea del basso.
Mentre sono ancora semplicemente Mr. Walt e DJ Evil Dee, fanno il loro debutto come producer per il gruppo di Evil Dee Black Moon, con il loro singolo di debutto Who Got Da Props?. Producono poi per intero l'album di debutto dei Black Moon, Enta da Stage nel 1993, continuando il lavoro anche per il componente dei Black Moon Buckshot ed il suo gruppo Boot Camp Clik. Nel 1995, assieme al terzo membro del gruppo Baby Paul, producono l'album di debutto degli Smif-N-Wessun, Dah Shinin'.
Le successive produzioni sono per Heltah Skeltah ed O.G.C. nel 1996, con diverse produzioni per i rispettivi album di debutto, Nocturnal e Da Storm. Alla fine degli anni 1990, Da Beatminerz hanno ampliato la lista delle loro collaborazioni, giungendo a produrre anche per Afu-Ra, Black Star, De La Soul, Eminem, Flipmode Squad, M.O.P., Mic Geronimo ed O.C.. Nel 2001, il gruppo si espande con l'ingresso di altri due elementi quali Rich Blak e Chocolate Ty.
Lo stesso anno, producono il loro album di debutto, Brace 4 Impak, per la popolare etichetta indipendente Rawkus Records. Il disco contiene apparizioni di tutto rispetto come Royce Da 5'9", Black Moon, Ras Kass, Diamond D, Cocoa Brovaz, Pete Rock, Talib Kweli, Freddie Foxxx, Jean Grae e Naughty By Nature. Il singolo Take That diventa una hit nel 2001, raggiungendo la Top 5 dei singoli rap negli USA. Dal 2004, la crew è tornata alla sua formazione iniziale, Evil Dee e Mr. Walt, ed il duo ha realizzato il lavoro Fully Loaded w/ Statik per Copter Records. Negli ultimi anni hanno realizzato basi per Akrobatik, Big Daddy Kane, Black Moon, Boot Camp Clik, Craig G, Dilated Peoples, Jean Grae, KRS-One, Naughty By Nature, Smif-N-Wessun e Wordsworth.

## Discografia
- Brace 4 Impak (2001, Rawkus Records)
- Fully Loaded w/ Statik (2004, Copter Records)